# Разъезд
Разъе́зд — раздельный пункт однопутных железнодорожных линий, предназначенный для скрещения и обгона поездов, а также имеющий путевое развитие.
- Скрещение — пропуск на однопутных линиях встречных поездов: чётных и нечётных.
- Обгон — поезд, прибывший на станцию, обгоняется другим попутным, более срочным, поездом; как правило, обгоняемый поезд — грузовой, обгоняющий — пассажирский, либо обгоняемый — пассажирский, обгоняющий — скорый.

Путевое развитие разъезда зависит от размеров движения на участке железнодорожного направления и имеет, кроме главного, от одного до трёх приёмоотправочных путей. На разъездах обычно бывает пассажирское здание, совмещённое с помещением дежурного по станции, платформы с пешеходными переходами для посадки-высадки пассажиров, устройства СЦБ и связи, стрелочные посты, жилые здания.
Кроме операций по скрещению и обгону поездов на разъездах осуществляется посадка и высадка пассажиров, а в некоторых случаях погрузка и выгрузка навалочных грузов в небольшом объёме. Оформление перевозочных документов на погруженные или выгруженные вагоны в этих случаях обычно производится на соседней промежуточной опорной станции.
Для скрещения поездов в зависимости от расположения приёмоотправочных путей разъезды бывают трёх типов:
- поперечные — приёмоотправочные пути идут параллельно друг другу, приблизительно равной длины и сходятся у границ станции;
- продольные — приёмоотправочные пути сдвинуты навстречу движению поездов, таким образом, разъезд оказывается растянутым по длине;
- полупродольные.

Достоинствами поперечных разъездов являются небольшая по длине станционная площадка, компактность в управлении, все пути обезличенного использования (на них принимаются поезда чётного и нечётного направлений); недостатками — невозможность осуществить безостановочное скрещение поездов. Этот тип разъезда наиболее распространён на железных дорогах бывшего СССР.
Недостатком разъездов с продольным и полупродольным расположением приёмоотправочных путей является рассредоточенность размещения стрелочных переводов, что чувствительно при ручном их управлении. Этот фактор исключён, если ручное управление стрелками не используется. Такой тип разъездов распространён на железных дорогах Российской Федерации, а ряд ранее существовавших советских поперечных разъездов в 2000—2010-х годах перестроен в продольный тип (например, на БАМе).